# 陳彥伶
陳彥伶（Fyone Tan；1992年2月19日—），本名陳慧瑩，為馬來西亞女歌手、電視節目主持人和演員，現居台北。

## 簡歷
陳彥伶本名陳慧瑩，出生於馬來西亞柔佛州，成長於峇株巴辖。2010年參加Astro新秀大赛，獲得季軍以及獲選為「我的至愛新秀」。同年，Fyone代表馬來西亞赴香港參加TVB全球華人新秀歌唱大賽，榮獲季軍。因為演唱馬來西亞賀歲電影《天天好天》主題曲——《彩虹的家》（與Stephanie劉佩芯合唱）正式出道，成為Astro本地圈旗下藝人，亦是製作人李偉菘與李偲菘唱片公司旗下的歌手。
2011年，Fyone與Stephanie發行《彩虹的家》單曲。2012年，Fyone轉戰電視圈，成為《Astro小太阳》的節目主持人。2014年，Fyone公佈要赴台升學暫別演藝圈。
2017年，Fyone改名為陳彥伶。

### 腳註
1. ↑  . programme.tvb.com.   [2018-08-01]. （原始内容存档于2010-12-04） （英语）.
2. ↑  陈彦伶不再“逼死”自己-改名摆脱过去 （页面存档备份，存于），星洲网 Sin Chew Daily-2017年7月28日

### 其他
- TVB全球華人新秀大賽官網 （页面存档备份，存于）
- 彩虹的家on Spotify （页面存档备份，存于）
- 好想好想家on Spotify （页面存档备份，存于）

## 外部連結
- Fyone Tan陳彥伶粉絲專頁
- Astro小太陽粉絲專頁 （页面存档备份，存于）